# Omoedus niger
Omoedus niger är en spindelart som beskrevs av Tord Tamerlan Teodor Thorell 1881. Omoedus niger ingår i släktet Omoedus och familjen hoppspindlar. Inga underarter finns listade i Catalogue of Life.